# Ashes Against the Grain
Ashes Against the Grain è un album del gruppo musicale statunitense Agalloch, pubblicato nel 2006 dalla The End Records.

## Tracce
1. Limbs – 9:50
2. Falling Snow – 9:38
3. This White Mountain on Which You Will Die – 1:39
4. Fire Above, Ice Below – 10:28
5. Not Unlike the Waves – 9:15
6. Our Fortress Is Burning... I – 5:25
7. Our Fortress Is Burning... II - Bloodbirds – 6:20
8. Our Fortress Is Burning... III - The Grain – 7:09
9. Scars of the Shattered Sky (Our Fortress Has Burned to the Ground) – 19:38 – bonus track nell'edizione limitata in vinile

## Formazione
- John Haughm – voce, chitarra elettrica, chitarra acustica e batteria
- Don Anderson – chitarra elettrica e chitarra acustica
- Jason William Walton – basso
- Chris Greene – batteria
- Ronn Chick – e-bow, tastiera e pianoforte